# Paseo Gómez Palacio
Paseo Gómez Palacio es un centro comercial del tipo Fashion Mall ubicado en la ciudad de Gómez Palacio, Durango, México dentro de la Comarca Lagunera, propiedad de la desarrolladora inmobiliaria Grupo Altea Desarrollos, subsidiaria de la empresa regiomontana Multimedios. La obra inició su construcción el 6 de junio de 2018 e inició sus operaciones el 8 de noviembre de 2019 con la apertura de la tienda departamental Del Sol. El complejo comercial fue inaugurado el 26 de agosto de 2020 por el entonces presidente de México, Andrés Manuel López Obrador. 

## Historia
Paseo Gómez Palacio surgió el 6 de junio de 2018 cuando la desarrolladora inmobiliaria mexicana Grupo Altea Desarrollos inició la construcción del complejo comercial a través de la colocación de su primera piedra encabezada por el entonces Gobernador del Estado de Durango, José Rosas Aispuro, en compañía de la entonces alcaldesa de Gómez Palacio, Leticia Herrera, así como por el presidente del Consejo de Administración de Milenio y Multimedios, Eugenio González Navarro, el cual se invirtieron más de 800 millones de pesos para su edificación dentro de un predio ubicado en el Fraccionamiento Hamburgo, el cual tiene un área de terreno total de 60,063 metros cuadrados.  La obra inició sus operaciones el 8 de noviembre de 2019 con la apertura de la tienda departamental mexicana Del Sol.  Posteriormente, el 14 de noviembre de 2019, se inauguró la tienda departamental Suburbia de la cadena mexicana El Puerto de Liverpool,  en el que partir de ese mismo año, Paseo Gómez Palacio inicia su expansión comercial a través de aperturas de tiendas y restaurantes en sus espacios de área rentable, entre las cuales, en el año 2020, fueron inaugurada las zapaterías Skechers y Charly.
El 26 de agosto de 2020, en tiempos de Pandemia de COVID-19 en México, se inaugura de manera oficial el centro comercial Paseo Gómez Palacio, encabezada por el entonces presidente de México Andrés Manuel López Obrador, junto con el entonces gobernador de Durango, José Rosas, el gobernador de Coahuila, Miguel Ángel Riquelme Solis, la alcaldesa de Gómez Palacio, Marina Vitela y el presidente del Consejo de Administración de Altea Desarrollos, Milenio y Multimedios Francisco González Sánchez, a través de la realización del corte de listón inaugural del complejo comercial qué contó con una inversión total de 1,075 millones de pesos, esto con el objetivo de reactivar la economía en la Comarca Lagunera durante la emergencia sanitaria.
Para el año 2021, Paseo Gómez Palacio continúa con su expansión comercial con el inicio de operaciones de la zapatería Flexi, el cual fue inaugurado el 1 de febrero de 2021. Asimismo, el 20 de septiembre de 2021, inicia sus operaciones la clínica de odontología Mi Dentista en la planta alta del complejo comercial.
En el año 2022, Paseo Gómez Palacio se reestructura con el inicio de operaciones del gimnasio Smart Fit así como el inició operaciones la tienda departamental Elektra de Grupo Salinas el 21 de septiembre de 2022.
El 21 de octubre de 2023, el restaurante de comida china Yong Chan suspendió temporalmente sus operaciones debido a un incendio, el cual provocó la evacuación del centro comercial de un total de 300 personas bajo las intervenciones de Protección Civil, Bomberos, Seguridad y Protección Ciudadana, y Tránsito y Vialidad del municipio de Gómez Palacio, retomando sus operaciones tiempo después.  Posteriormente, el 13 de diciembre de 2023, el centro comercial pasa por una reestructuración a través del inicio de operaciones de la cafetería internacional Tim Hortons, a través del corte de listón inaugural encabezados por la entonces alcaldesa de Gómez Palacio, Leticia Herrera y del síndico municipal Jaime Alonso Aguilera. 
El 3 de octubre de 2024, Paseo Gómez Palacio pasa por otra reestructuración comercial con la inauguración del complejo cinematográfico mexicano Cinemex, el cual se contó con una inversión de 55 millones de pesos para su edificación.

## Características
Paseo Gómez Palacio consta de un centro comercial estilo Fashion Mall estructurada a dos pisos ubicado en el Fraccionamiento Hamburgo en la ciudad de Gómez Palacio, Durango, perteneciente a la Comarca Lagunera, bajo una superficie total de 54,767 m²., entre los cuales 46,773 m². son de área rentable.
Comercial y empresarialmente, el complejo comercial se estructura en 129 tiendas en total, entre las cuales sus tiendas ancla son conformadas por tres tiendas departamentales, una tienda de ropa outlet, un gimnasio de la cadena Smart Fit y un complejo con siete salas de cines de la cadena cinematográfica mexicana Cinemex. Los espacios comerciales restantes la conforman tiendas y boutiques de diversos giros (ropa, calzado, accesorios, hogar, telefonía móvil y cuidado personal, entre otras), así como de servicios, restaurantes, cafeterías y puestos de comida de índole local, estatal, regional, nacional e internacional. 
Administrativamente, el centro comercial es propiedad de la desarrolladora inmobiliaria Grupo Altea Desarrollos, subsidiaria de la empresa regiomontana Multimedios y Milenio.

## Acontecimientos
El 26 de agosto de 2020, fue inaugurado oficialmente el centro comercial Paseo Gómez Palacio, el cual fue encabezado por el entonces presidente de la República Mexicana Andrés Manuel López Obrador, en compañía de los entonces gobernantes de los Estados de Durango y Coahuila, José Rosas Aispuro y Miguel Ángel Riquelme Solís respectivamente, así como también del presidente del Consejo de Administración de Altea Desarrollos Francisco González Sánchez, quienes llevaron a cabo el corte de listón inaugural del complejo comercial que contó con una inversión final de 1,075 millones de pesos, con el objetivo de generar un total de 1,500 empleos directos así como la reactivación de la economía nacional y regional durante la emergencia sanitaria del COVID-19 que atravesaba el país durante el año 2020.
El 21 de octubre de 2023, se incendió el restaurante de comida china Yong Chan dentro del área de comida rápida del centro comercial, el cual fueron evacuadas  300 personas bajo las intervenciones de Protección Civil, Bomberos, Seguridad y Protección Ciudadana, y Tránsito y Vialidad del municipio de Gómez Palacio.